# James Lind
James Lind (ur. 4 października 1716 w Edynburgu, zm. 1794 w Gosport) – szkocki lekarz, twórca pierwszego klinicznego badania eksperymentalnego, w którym wykazał lecznicze znaczenie owoców z nieznaną wówczas witaminą C dla chorych na szkorbut.

## Życiorys
Urodził się w rodzinie kupca. W 1731 został uczniem u edynburskiego chirurga. Od 1738 pływał jako chirurg na okrętach Royal Navy, służąc w czasie wojny o sukcesję austriacką pod George’em Edgcumbe’em. W 1748 odszedł z Marynarki i rozpoczął prywatną praktykę w rodzinnym mieście. W tym samym roku uzyskał tytuł doktora na Uniwersytecie Edynburskim pracą o chorobach wenerycznych. W 1752 ożenił się z Isabelą Dickie.
W 1753 roku opublikował książkę Traktat o szkorbucie (ang. A treatise of the scurvy) z dedykacją dla adm. Ansona. Książką wznawiana była w 1757 i 1772 oraz tłumaczona na francuski (1756, 1783), włoski (1766) i niemiecki (1775). Trzy lata później opublikował Esej o najskuteczniejszej metodzie zachowywania zdrowia marynarzy w Marynarce Królewskiej (ang. Essay on the most effectual means of Preserving the Health of Seamen in the Royal Navy), dedykowany Edgcumbe'owi, w którym poszerzał zalecenia z pierwszej książki.
W 1758 został mianowany głównym lekarzem królewskiego szpitala morskiego w Haslar. W 1762 zaproponował metodę zaopatrywania statków w słodką wodę poprzez destylację wody morskiej. Rok później opublikował pracę poświęconą tyfusowi. W opublikowanym w 1768 Eseju o przypadkowych chorobach Europejczyków w gorących klimatach (ang. An Essay on Diseases Incidental to Europeans in Hot Climates) opisał najczęstsze choroby tropików.
W 1783 odszedł ze szpitala a stanowisko głównego lekarza objął jego syn, John, wcześniej pracujący jako jego asystent.

## Poglądy i znaczenie
W przeciwieństwie do Jana Fryderyka Bachstroma, który w swej pracy Observationes circa scorbutum postulował 19 lat wcześniej, że szkorbut jest chorobą powodowaną przez niedobór świeżych warzyw i owoców w diecie, Lind uważał, że przyczyny szkorbutu są rozliczne (dieta, złe powietrze, brak ćwiczeń), a prowadzą do rozpadu gnilnego ciała.
W jego Traktacie o szkorbucie znajduje się 4-stronnicowy opis pierwszego eksperymentu medycznego przeprowadzonego w maju 1747 na pokładzie HMS Salisbury. Na jego potrzeby Lind wybrał 12 chorych na szkorbut marynarzy i podzielił na pary. Wszyscy spożywali tę samą dietę, jednocześnie każda dwójka otrzymywała inne dodatki – pierwsza cydr, druga ocet winny, trzecia pół pinty wody morskiej, czwarta dwie pomarańcze i cytrynę, ostatnia grupa dostała przydział pasty sporządzonej z czosnku, ziaren gorczycy, rzodkwi i mirry. Mimo że cytrusów starczyło jedynie na 6 dni zmianę na lepsze zaobserwował właśnie wśród tej grupy, z której jeden marynarz całkiem wyzdrowiał a drugi na tyle, aby zostać opiekunem pozostałych. Pomimo tak jednoznacznych efektów doświadczenia w swej pracy Lind nie uznał – w przeciwieństwie do Backstroma – owoców za rekomendowany lek na szkorbut.
Obserwacje Linda zostały wykorzystane w Marynarce dopiero w 1795 za sprawą Gilberta Blane'a.